# Sowjetischer Fußballpokal 1964
Der Sowjetische Fußballpokal 1964 war die 23. Austragung des sowjetischen Pokalwettbewerbs der Männer. Pokalsieger wurde Dynamo Kiew. Das Team setzte sich im Finale gegen Krylja Sowetow Kuibyschew durch. Titelverteidiger Spartak Moskau war im Halbfinale der Finalrunde gegen den späteren Pokalsieger ausgeschieden. Dynamo Kiew qualifizierte sich durch den Sieg für den Europapokal der Pokalsieger.

## Modus
Die 151 Drittligisten wurden in neun Zonen unterteilt. Die Teams aus den Unionsrepubliken wurden in die Zonen Russland und Ukraine eingegliedert. Aus jeder Zone qualifizierte sich ein Team für die Finalrunde. Dort traten zunächst zwei Zonensieger gegen acht Drittligisten an, während die anderen sieben Zonensieger mit den anderen 18 Drittligisten (ohne den teilnehmenden Spartak Gomel) in der zweiten Runde einstiegen. Die 17 Erstligisten kamen in der 3. Runde dazu.
Alle Begegnungen wurden in einem Spiel entschieden. Stand es nach regulärer Spielzeit unentschieden, wurde das Spiel um zweimal 15 Minuten verlängert. Stand danach kein Sieger fest, wurde die Begegnung am folgenden Tag an gleicher Stelle wiederholt.

## Teilnehmende Teams
| Perwaja Gruppa A (17) | Wtora Gruppa A (26) | Wtora Gruppa A (26) | Wtora Gruppa B (151) | Wtora Gruppa B (151) | Wtora Gruppa B (151) |
| Perwaja Gruppa A (17) | Wtora Gruppa A (26) | Wtora Gruppa A (26) | Zone Russland 1 (17) | Zone Russland 2 (17) | Zone Russland 3 (16) |
| --- | --- | --- | --- | --- | --- |
| - Dynamo Moskau - Spartak Moskau - Torpedo Moskau - ZSKA Moskau - Dinamo Minsk - Dynamo Kiew - Dinamo Tiflis - Kairat Alma-Ata - Krylja Sowetow Kuibyschew - Moldova Kischinjow - Neftjanik Baku - Schachtjor Donezk - Schinnik Jaroslawl - SKA Rostow - Torpedo Kutaissi - Wolga Gorki - Zenit Leningrad                                                      | - Awangard Charkow - Daugava Riga - Dynamo Leningrad - Energetik Duschanbe - Kuban Krasnodar - Lokomotive Tscheljabinsk - Pachtakor Taschkent - Sarja Lugansk - SKA Nowosibirsk - Stroitel Aschchabat - Tschernomorez Odessa - Wolga Kalinin - FK Žalgiris Vilnius                                                                                         | - Alga Frunse - Ararat Jerewan - Dnjepr Dnjepropetrowsk - Dünamo Tallinn - Karpaty Lwow - Lokomotive Gomel - Lokomotive Moskau - Lokomotive Tiflis - Metallurg Saporoschje - Trud Woronesch - Schachtjor Karaganda - SKA Odessa - Traktor Wolgograd - Uralmasch Swerdlowsk | - Awangard Kolomna - Baltika Kaliningrad - Dynamo Brjansk - Chimik Klin - Chimik Nowomoskowsk - Granitas Klaipėda - Metallurg Tscherepowez - Saturn Rybinsk - Sputnik Kaluga - Spartak Leningrad - Spartak Petrosawodsk - Spartak Smolensk - Swesda Serpuchow - Tekmasch Kostroma - Tekstilschtschik Iwanowo - Tralflotowez Murmansk - Zvejnieks Liepāja | - Chimik Dserschinsk - Chimik Beresniki - Iskra Kasan - Dynamo Kirow - Metallurg Tula - Progress Selenodolsk - Serp i Molot Moskau - Spartak Joschkar-Ola - Spartak Rjasan - Stroitel Saransk - Swesda Perm - Torpedo Pawlowo - Traktor Wladimir - Trud Noginsk - Snamja Truda Orechowo-Sujewo - Wolga Uljanowsk - Zenit Ischewsk          | - Energija Wolschski - Metallurg Kuibyschew - Neftjanik Sysran - Progress Kamensk-Schachtinski - Rostselmasch Rostow - Schachtjor Schachty - Sokol Saratow - Spartak Belgorod - Spartak Orjol - Spartak Tambow - Torpedo Armawir - Torpedo Lipezk - Torpedo Taganrog - Trud Pensa - Trudowyje Reserwy Kursk - Wolgar Astrachan                              |
| Klass B (151) | | | | | |
| Zone Russland 4 (18) | Zone Russland 5 (17) | Zone Russland 6 (18) | Zone Ukraine 1 (16) | Zone Ukraine 1 (16) | Zone Ukraine 1 (16) |
| - Alasani Gurdschaani - Dinamo Baku - Dinamo Batumi - Dinamo Kirowabad - Dynamo Machatschkala - Dynamo Stawropol - Dinamo Suchum - Kolchida Poti - Lernagorz Kapan - Lori Kirowakan - Metallurg Rustawi - Schirak Leninakan - Spartak Naltschik - Spartak Ordschonikidse - Terek Grosny - Trudowyje Reserwy Kislowodsk - Uroschai Maikop - Zement Noworossijsk | - Chimik Tschirtschik - Dinamo Zelinograd - Lokomotive Orenburg - Metallist Dschambul - Metallurg Magnitogorsk - Metallurg Schymkent - Neftjanik Fergana - Pamir Leninabad - Politotdel Taschkent - Priboi Tjumen - Saljut Kamensk-Uralski - Spartak Andischan - Spartak Samarkand - Stroitel Kurgan - Stroitel Ufa - Torpedo Miass - Uralez Nischni Tagil | - Armejez Ulan-Ude - Amur Blagoweschtschensk - Angara Irkutsk - Awangard Komsomolsk - Chimik Kemerowo - Irtysch Omsk - Lokomotive Krasnojarsk - Lutsch Wladiwostok - Sabaikalez Tschita - Schachtjor Prokopjewsk - SibSelMasch Nowosibirsk - SKA Chabarowsk - Start Angarsk - Temp Barnaul - Torpedo Rubzowsk - Torpedo Tomsk - Wostok Usk-Kamenogorsk - Zementnik Semipalatinsk | - Awangard Ternopol - Desna Tschernigow - Dwina Witebsk - Dynamo Chmelnizki - Kolchosnik Rowno - Neftjanik Drogobytsch - Neman Grodno - Polissja Schitomir - SKA Lwow - Spartak Brest - Spartak Iwano-Frankiwsk - Spartak Mogiljow - Spartak Sumy - Temp Kiew - Werhowyna Uschgorod - Wolyn Luzk                                                         | - Awangard Tschernowzy - Awangard Scholtyje Wody - Dnepr Krementschug - Dunajez Ismail - Kolchosnik Poltawa - Kolchosnik Tscherkassy - Lokomotive Winniza - Luceafărul Tiraspol - Nistrul Bender - Schachtjor Alexandrija - SKA Kiew - Stroitel Belzy - Stroitel Cherson - Sudostroitel Nikolajew - Swesda Kirowograd - Tschaika Balaklawa | - Awangard Kramatorsk - Asowstal Schdanow - Burewestnik Melitopol - Chimik Sewerodonezk - Dnjeprovez Dnjeprodserschinsk - Industrija Jenakijewo - Kommunarez Kommunarsk - Gornjak Kriwoi Rog - Lokomotive Donezk - Metallurg Kertsch - Schachtjor Gorlowka - Schachtjor Kadijiwka - SKF Sewastopol - Tawrija Simferopol - Trubnik Nikopol - Torpedo Charkow |

## Vorrunde

### Zone Russland 1

#### 1. Runde
| Datum      |                     | Ergebnis |                |
| ---------- | ------------------- | -------- | -------------- |
| 26.04.1964 | Chimik Nowomoskowsk | 1:2      | Saturn Rybinsk |

#### Achtelfinale
| Datum      |                     | Ergebnis |                          |
| ---------- | ------------------- | -------- | ------------------------ |
| 26.04.1964 | Awangard Kolomna    | 0:1      | Dynamo Brjansk           |
| 26.04.1964 | Baltika Kaliningrad | 1:2      | Tralflotowez Murmansk    |
| 26.04.1964 | Granitas Klaipėda   | 3:1      | Metallurg Tscherepowez   |
| 26.04.1964 | Chimik Klin         | 1:0      | Tekstilschtschik Iwanowo |
| 26.04.1964 | Spartak Smolensk    | 1:2      | Spartak Petrosawodsk     |
| 26.04.1964 | Zvejnieks Liepāja   | 0+:- 1   | Spartak Leningrad        |
| 26.04.1964 | Swesda Serpuchow    | 2:1      | Sputnik Kaluga           |
| 29.04.1964 | Tekmasch Kostroma   | 4:1      | Saturn Rybinsk           |

#### Viertelfinale
| Datum      |                      | Ergebnis  |                       |
| ---------- | -------------------- | --------- | --------------------- |
| 06.05.1964 | Dynamo Brjansk       | 1:1 n. V. | Swesda Serpuchow      |
| 06.05.1964 | Chimik Klin          | 1:2       | Tekmasch Kostroma     |
| 06.05.1964 | Spartak Petrosawodsk | 1:0       | Tralflotowez Murmansk |
| 06.05.1964 | Zvejnieks Liepāja    | 0:0 n. V. | Granitas Klaipėda     |

##### Wiederholungsspiele
| Datum      |                   | Ergebnis |                   |
| ---------- | ----------------- | -------- | ----------------- |
| 07.05.1964 | Dynamo Brjansk    | 0:3      | Swesda Serpuchow  |
| 07.05.1964 | Zvejnieks Liepāja | 0:1      | Granitas Klaipėda |

#### Halbfinale
| Datum      |                   | Ergebnis |                      |
| ---------- | ----------------- | -------- | -------------------- |
| 13.05.1964 | Granitas Klaipėda | 2:1      | Spartak Petrosawodsk |
| 14.05.1964 | Swesda Serpuchow  | 1:2      | Tekmasch Kostroma    |

#### Finale
| Datum      |                   | Ergebnis |                   |
| ---------- | ----------------- | -------- | ----------------- |
| 20.05.1964 | Granitas Klaipėda | 1:2      | Tekmasch Kostroma |

### Zone Russland 2

#### 1. Runde
| Datum      |                     | Ergebnis |                  |
| ---------- | ------------------- | -------- | ---------------- |
| 28.04.1964 | Serp i Molot Moskau | 3:0      | Stroitel Saransk |

#### Achtelfinale
| Datum      |                              | Ergebnis |                     |
| ---------- | ---------------------------- | -------- | ------------------- |
| 26.04.1964 | Metallurg Tula               | 3:1      | Swesda Perm         |
| 26.04.1964 | Progress Selenodolsk         | 7:1      | Wolga Uljanowsk     |
| 26.04.1964 | Torpedo Pawlowo              | 1:0      | Chimik Beresniki    |
| 26.04.1964 | Traktor Wladimir             | 4:1      | Chimik Dserschinsk  |
| 26.04.1964 | Trud Noginsk                 | 3:2      | Zenit Ischewsk      |
| 26.04.1964 | Snamja Truda Orechowo-Sujewo | 4:1      | Iskra Kasan         |
| 29.04.1964 | Spartak Rjasan               | 0:1      | Dynamo Kirow        |
| 06.05.1964 | Spartak Joschkar-Ola         | 0:3      | Serp i Molot Moskau |

#### Viertelfinale
| Datum      |                      | Ergebnis |                              |
| ---------- | -------------------- | -------- | ---------------------------- |
| 06.05.1964 | Dynamo Kirow         | 3:1      | Traktor Wladimir             |
| 06.05.1964 | Metallurg Tula       | 1:0      | Trud Noginsk                 |
| 06.05.1964 | Progress Selenodolsk | 0:1      | Snamja Truda Orechowo-Sujewo |
| 13.05.1964 | Serp i Molot Moskau  | 4:1      | Torpedo Pawlowo              |

#### Halbfinale
| Datum      |                              | Ergebnis |                     |
| ---------- | ---------------------------- | -------- | ------------------- |
| 13.05.1964 | Snamja Truda Orechowo-Sujewo | 4:0      | Dynamo Kirow        |
| 20.05.1964 | Metallurg Tula               | 1:0      | Serp i Molot Moskau |

#### Finale
| Datum      |                              | Ergebnis  |                |
| ---------- | ---------------------------- | --------- | -------------- |
| 27.05.1964 | Snamja Truda Orechowo-Sujewo | 2:0 n. V. | Metallurg Tula |

### Zone Russland 3

#### Achtelfinale
| Datum      |                               | Ergebnis  |                      |
| ---------- | ----------------------------- | --------- | -------------------- |
| 26.04.1964 | Energija Wolschski            | 2:1       | Metallurg Kuibyschew |
| 26.04.1964 | Progress Kamensk-Schachtinski | 5:1       | Neftjanik Sysran     |
| 26.04.1964 | Rostselmasch Rostow           | 4:0       | Torpedo Lipezk       |
| 26.04.1964 | Schachtjor Schachty           | 0:1       | Trud Pensa           |
| 26.04.1964 | Torpedo Armawir               | 0:0 n. V. | Spartak Tambow       |
| 26.04.1964 | Torpedo Taganrog              | 2:0       | Spartak Belgorod     |
| 26.04.1964 | Trudowyje Reserwy Kursk       | 3:0       | Spartak Orjol        |
| 26.04.1964 | Wolgar Astrachan              | 2:1       | Sokol Saratow        |

##### Wiederholungsspiel
| Datum      |                 | Ergebnis |                |
| ---------- | --------------- | -------- | -------------- |
| 27.04.1964 | Torpedo Armawir | 2:0      | Spartak Tambow |

#### Viertelfinale
| Datum      |                         | Ergebnis  |                               |
| ---------- | ----------------------- | --------- | ----------------------------- |
| 06.05.1964 | Energija Wolschski      | 2:1       | Wolgar Astrachan              |
| 06.05.1964 | Rostselmasch Rostow     | 3:1       | Torpedo Armawir               |
| 06.05.1964 | Trud Pensa              | 0:1       | Progress Kamensk-Schachtinski |
| 06.05.1964 | Trudowyje Reserwy Kursk | 0:0 n. V. | Torpedo Taganrog              |

##### Wiederholungsspiel
| Datum      |                         | Ergebnis |                  |
| ---------- | ----------------------- | -------- | ---------------- |
| 07.05.1964 | Trudowyje Reserwy Kursk | 5:1      | Torpedo Taganrog |

#### Halbfinale
| Datum      |                         | Ergebnis  |                     |
| ---------- | ----------------------- | --------- | ------------------- |
| 14.05.1964 | Trud Pensa              | 1:1 n. V. | Rostselmasch Rostow |
| 15.05.1964 | Trudowyje Reserwy Kursk | 1:0       | Energija Wolschski  |

##### Wiederholungsspiele
| Datum      |            | Ergebnis      |                     |
| ---------- | ---------- | ------------- | ------------------- |
| 15.05.1964 | Trud Pensa | 1:1 n. V.     | Rostselmasch Rostow |
| 17.05.1964 | Trud Pensa | 2:2 n. V. (L) | Rostselmasch Rostow |

#### Finale
| Datum      |                     | Ergebnis |                         |
| ---------- | ------------------- | -------- | ----------------------- |
| 27.05.1964 | Rostselmasch Rostow | 3:0      | Trudowyje Reserwy Kursk |

### Zone Russland 4

#### 1. Runde
| Datum      |                     | Ergebnis |                 |
| ---------- | ------------------- | -------- | --------------- |
| 16.04.1964 | Alasani Gurdschaani | 3:1      | Dinamo Baku     |
| 16.04.1964 | Lori Kirowakan      | 1:0      | Lernagorz Kapan |

#### Achtelfinale
| Datum      |                        | Ergebnis |                              |
| ---------- | ---------------------- | -------- | ---------------------------- |
| 21.04.1964 | Zement Noworossijsk    | 2:1      | Trudowyje Reserwy Kislowodsk |
| 21.04.1964 | Dinamo Batumi          | 2:1      | Metallurg Rustawi            |
| 21.04.1964 | Dinamo Kirowabad       | 2:0      | Alasani Gurdschaani          |
| 21.04.1964 | Dynamo Machatschkala   | 2:0      | Spartak Naltschik            |
| 21.04.1964 | Dinamo Suchum          | 3:1      | Kolchida Poti                |
| 21.04.1964 | Schirak Leninakan      | 1:0      | Lori Kirowakan               |
| 21.04.1964 | Spartak Ordschonikidse | 1:2      | Dynamo Stawropol             |
| 21.04.1964 | Terek Grosny           | 4:0      | Uroschai Maikop              |

#### Viertelfinale
| Datum      |                  | Ergebnis |                      |
| ---------- | ---------------- | -------- | -------------------- |
| 06.05.1964 | Dinamo Batumi    | 2:0      | Schirak Leninakan    |
| 06.05.1964 | Dynamo Stawropol | 2:1      | Dinamo Kirowabad     |
| 06.05.1964 | Dinamo Suchum    | 2:1      | Zement Noworossijsk  |
| 06.05.1964 | Terek Grosny     | 3:0      | Dynamo Machatschkala |

#### Halbfinale
| Datum      |               | Ergebnis |                  |
| ---------- | ------------- | -------- | ---------------- |
| 13.05.1964 | Dinamo Suchum | 1:0      | Dinamo Batumi    |
| 13.05.1964 | Terek Grosny  | 3:1      | Dynamo Stawropol |

#### Finale
| Datum      |              | Ergebnis |               |
| ---------- | ------------ | -------- | ------------- |
| 27.05.1964 | Terek Grosny | 1:0      | Dinamo Suchum |

### Zone Russland 5

#### 1. Runde
| Datum      |                     | Ergebnis  |                   |
| ---------- | ------------------- | --------- | ----------------- |
| 16.04.1964 | Metallist Dschambul | 0:0 n. V. | Dinamo Zelinograd |

##### Wiederholungsspiel
| Datum      |                     | Ergebnis |                   |
| ---------- | ------------------- | -------- | ----------------- |
| 17.04.1964 | Metallist Dschambul | 1:2      | Dinamo Zelinograd |

#### Achtelfinale
| Datum      |                        | Ergebnis  |                        |
| ---------- | ---------------------- | --------- | ---------------------- |
| 21.04.1964 | Dinamo Zelinograd      | 0:0 n. V. | Lokomotive Orenburg    |
| 21.04.1964 | Metallurg Schymkent    | 2:2 n. V. | Stroitel Ufa           |
| 21.04.1964 | Neftjanik Fergana      | 1:0       | Metallurg Magnitogorsk |
| 21.04.1964 | Pamir Leninabad        | 0:0 n. V. | Priboi Tjumen          |
| 21.04.1964 | Politotdel Taschkent   | 2:0       | Torpedo Miass          |
| 21.04.1964 | Saljut Kamensk-Uralski | 4:2       | Chimik Tschirtschik    |
| 21.04.1964 | Spartak Andischan      | 3:2       | Uralez Nischni Tagil   |
| 21.04.1964 | Spartak Samarkand      | 1:0       | Stroitel Kurgan        |

##### Wiederholungsspiele
| Datum      |                     | Ergebnis |                     |
| ---------- | ------------------- | -------- | ------------------- |
| 22.04.1964 | Dinamo Zelinograd   | 0:2      | Lokomotive Orenburg |
| 22.04.1964 | Metallurg Schymkent | 1:0      | Stroitel Ufa        |
| 22.04.1964 | Pamir Leninabad     | 2:0      | Priboi Tjumen       |

#### Viertelfinale
| Datum      |                      | Ergebnis |                        |
| ---------- | -------------------- | -------- | ---------------------- |
| 29.04.1964 | Neftjanik Fergana    | 3:1      | Spartak Andischan      |
| 29.04.1964 | Pamir Leninabad      | 1:0      | Spartak Samarkand      |
| 29.04.1964 | Politotdel Taschkent | 3:1      | Saljut Kamensk-Uralski |
| 12.05.1964 | Lokomotive Orenburg  | 2:1      | Metallurg Schymkent    |

#### Halbfinale
| Datum      |                      | Ergebnis |                     |
| ---------- | -------------------- | -------- | ------------------- |
| 06.05.1964 | Neftjanik Fergana    | 2:1      | Pamir Leninabad     |
| 21.05.1964 | Politotdel Taschkent | 1:0      | Lokomotive Orenburg |

#### Finale
| Datum      |                   | Ergebnis |                      |
| ---------- | ----------------- | -------- | -------------------- |
| 26.05.1964 | Neftjanik Fergana | 1:0      | Politotdel Taschkent |

### Zone Russland 6

#### 1. Runde
| Datum      |                        | Ergebnis  |                  |
| ---------- | ---------------------- | --------- | ---------------- |
| 26.04.1964 | Lokomotive Krasnojarsk | 2:2 n. V. | Armejez Ulan-Ude |
| 26.04.1964 | Start Angarsk          | 0:1       | Temp Barnaul     |

##### Wiederholungsspiel
| Datum      |                        | Ergebnis |                  |
| ---------- | ---------------------- | -------- | ---------------- |
| 27.04.1964 | Lokomotive Krasnojarsk | 3:1      | Armejez Ulan-Ude |

#### Achtelfinale
| Datum      |                         | Ergebnis  |                         |
| ---------- | ----------------------- | --------- | ----------------------- |
| 26.04.1964 | Amur Blagoweschtschensk | 2:0       | Awangard Komsomolsk     |
| 26.04.1964 | Angara Irkutsk          | 1:0       | Sabaikalez Tschita      |
| 26.04.1964 | Zementnik Semipalatinsk | 1:0       | SibSelMasch Nowosibirsk |
| 26.04.1964 | Irtysch Omsk            | 2:2 n. V. | Schachtjor Prokopjewsk  |
| 26.04.1964 | Lutsch Wladiwostok      | 1:0 n. V. | SKA Chabarowsk          |
| 26.04.1964 | Torpedo Rubzowsk        | 2:2 n. V. | Wostok Usk-Kamenogorsk  |
| 26.04.1964 | Torpedo Tomsk           | 2:1       | Chimik Kemerowo         |
| 29.04.1964 | Lokomotive Krasnojarsk  | 2:0       | Temp Barnaul            |

##### Wiederholungsspiele
| Datum      |                  | Ergebnis |                        |
| ---------- | ---------------- | -------- | ---------------------- |
| 27.04.1964 | Irtysch Omsk     | 1:0      | Schachtjor Prokopjewsk |
| 27.04.1964 | Torpedo Rubzowsk | 2:0      | Wostok Usk-Kamenogorsk |

#### Viertelfinale
| Datum      |                         | Ergebnis |                         |
| ---------- | ----------------------- | -------- | ----------------------- |
| 05.05.1964 | Zementnik Semipalatinsk | 2:0      | Torpedo Rubzowsk        |
| 05.05.1964 | Irtysch Omsk            | 2:0      | Torpedo Tomsk           |
| 06.05.1964 | Lokomotive Krasnojarsk  | 2:1      | Angara Irkutsk          |
| 06.05.1964 | Lutsch Wladiwostok      | 4:1      | Amur Blagoweschtschensk |

#### Halbfinale
| Datum      |                         | Ergebnis |                    |
| ---------- | ----------------------- | -------- | ------------------ |
| 13.05.1964 | Zementnik Semipalatinsk | 1:0      | Irtysch Omsk       |
| 17.05.1964 | Lokomotive Krasnojarsk  | 2:1      | Lutsch Wladiwostok |

#### Finale
| Datum      |                         | Ergebnis |                        |
| ---------- | ----------------------- | -------- | ---------------------- |
| 24.05.1964 | Zementnik Semipalatinsk | 1:3      | Lokomotive Krasnojarsk |

### Zone Ukraine 1

#### Achtelfinale
| Datum      |                         | Ergebnis |                       |
| ---------- | ----------------------- | -------- | --------------------- |
| 22.04.1964 | Awangard Ternopol       | 2:0      | Wolyn Luzk            |
| 22.04.1964 | Desna Tschernigow       | 1:0      | Dwina Witebsk         |
| 22.04.1964 | Kolchosnik Rowno        | 1:0      | Spartak Brest         |
| 22.04.1964 | Polissja Schitomir      | 1:0      | Dynamo Chmelnizki     |
| 22.04.1964 | SKA Lwow                | 2:1      | Spartak Mogiljow      |
| 22.04.1964 | Spartak Iwano-Frankiwsk | 1:0      | Neftjanik Drogobytsch |
| 22.04.1964 | Spartak Sumy            | 2:1      | Temp Kiew             |
| 22.04.1964 | Werhowyna Uschgorod     | 1:0      | Neman Grodno          |

#### Viertelfinale
| Datum      |                   | Ergebnis |                         |
| ---------- | ----------------- | -------- | ----------------------- |
| 29.04.1964 | Awangard Ternopol | 2:1      | Kolchosnik Rowno        |
| 29.04.1964 | Desna Tschernigow | 0+:- 2   | Polissja Schitomir      |
| 29.04.1964 | SKA Lwow          | 4:2      | Werhowyna Uschgorod     |
| 29.04.1964 | Spartak Sumy      | 3:0      | Spartak Iwano-Frankiwsk |

#### Halbfinale
| Datum      |                   | Ergebnis |                   |
| ---------- | ----------------- | -------- | ----------------- |
| 13.05.1964 | Desna Tschernigow | 4:1      | Spartak Sumy      |
| 13.05.1964 | SKA Lwow          | 4:1      | Awangard Ternopol |

#### Finale
| Datum      |          | Ergebnis |                   |
| ---------- | -------- | -------- | ----------------- |
| 23.05.1964 | SKA Lwow | 3:0      | Desna Tschernigow |

### Zone Ukraine 2

#### Achtelfinale
| Datum      |                         | Ergebnis |                        |
| ---------- | ----------------------- | -------- | ---------------------- |
| 22.04.1964 | Awangard Tschernowzy    | 3:1      | Dnepr Krementschug     |
| 22.04.1964 | Awangard Scholtyje Wody | 1:2      | SKA Kiew               |
| 22.04.1964 | Dunajez Ismail          | 0+:- 3   | Nistrul Bender         |
| 22.04.1964 | Lokomotive Winniza      | 3:2      | Stroitel Belzy         |
| 22.04.1964 | Luceafărul Tiraspol     | 1:2      | Swesda Kirowograd      |
| 22.04.1964 | Schachtjor Alexandrija  | 0:1      | Kolchosnik Tscherkassy |
| 22.04.1964 | Stroitel Cherson        | 1:0      | Kolchosnik Poltawa     |
| 22.04.1964 | Sudostroitel Nikolajew  | 0:1      | Tschaika Balaklawa     |

#### Viertelfinale
| Datum      |                    | Ergebnis |                        |
| ---------- | ------------------ | -------- | ---------------------- |
| 29.04.1964 | Tschaika Balaklawa | 1:0      | Stroitel Cherson       |
| 29.04.1964 | Lokomotive Winniza | 3:1      | Dunajez Ismail         |
| 29.04.1964 | SKA Kiew           | 3:0      | Kolchosnik Tscherkassy |
| 29.04.1964 | Swesda Kirowograd  | 4:1      | Awangard Tschernowzy   |

#### Halbfinale
| Datum      |                   | Ergebnis |                    |
| ---------- | ----------------- | -------- | ------------------ |
| 13.05.1964 | SKA Kiew          | 4:0      | Tschaika Balaklawa |
| 13.05.1964 | Swesda Kirowograd | 2:1      | Lokomotive Winniza |

#### Finale
| Datum      |          | Ergebnis |                   |
| ---------- | -------- | -------- | ----------------- |
| 23.05.1964 | SKA Kiew | 2:0      | Swesda Kirowograd |

### Zone Ukraine 3

#### Achtelfinale
| Datum      |                       | Ergebnis  |                               |
| ---------- | --------------------- | --------- | ----------------------------- |
| 22.04.1964 | Asowstal Schdanow     | 1:0       | Awangard Kramatorsk           |
| 22.04.1964 | Gornjak Kriwoi Rog    | 3:0       | Metallurg Kertsch             |
| 22.04.1964 | Chimik Sewerodonezk   | 1:0       | Dnjeprovez Dnjeprodserschinsk |
| 22.04.1964 | Kommunarez Kommunarsk | 0:1       | Schachtjor Kadijiwka          |
| 22.04.1964 | Lokomotive Donezk     | 2:1       | Schachtjor Gorlowka           |
| 22.04.1964 | SKF Sewastopol        | 4:1       | Burewestnik Melitopol         |
| 22.04.1964 | Tawrija Simferopol    | 3:0       | Industrija Jenakijewo         |
| 22.04.1964 | Torpedo Charkow       | 1:1 n. V. | Trubnik Nikopol               |

##### Wiederholungsspiel
| Datum      |                 | Ergebnis |                 |
| ---------- | --------------- | -------- | --------------- |
| 23.04.1964 | Torpedo Charkow | 1:0      | Trubnik Nikopol |

#### Viertelfinale
| Datum      |                      | Ergebnis  |                   |
| ---------- | -------------------- | --------- | ----------------- |
| 29.04.1964 | Gornjak Kriwoi Rog   | 3:0       | Lokomotive Donezk |
| 29.04.1964 | Chimik Sewerodonezk  | 2:0       | Torpedo Charkow   |
| 29.04.1964 | Schachtjor Kadijiwka | 3:4       | SKF Sewastopol    |
| 29.04.1964 | Tawrija Simferopol   | 0:0 n. V. | Asowstal Schdanow |

##### Wiederholungsspiele
| Datum      |                    | Ergebnis  |                   |
| ---------- | ------------------ | --------- | ----------------- |
| 30.04.1964 | Tawrija Simferopol | 1:1 n. V. | Asowstal Schdanow |
| 02.05.1964 | Tawrija Simferopol | 2:1       | Asowstal Schdanow |

#### Halbfinale
| Datum      |                    | Ergebnis  |                     |
| ---------- | ------------------ | --------- | ------------------- |
| 13.05.1964 | Gornjak Kriwoi Rog | 2:0       | Chimik Sewerodonezk |
| 13.05.1964 | SKF Sewastopol     | 5:2 n. V. | Tawrija Simferopol  |

#### Finale
| Datum      |                | Ergebnis |                    |
| ---------- | -------------- | -------- | ------------------ |
| 27.05.1964 | SKF Sewastopol | 2:0      | Gornjak Kriwoi Rog |

## Finalrunde

### 1. Runde
Teilnehmer: Zwei Zonensieger und acht Zweitligisten.
| Datum      |                      | Ergebnis |                      |
| ---------- | -------------------- | -------- | -------------------- |
| 26.05.1964 | Alga Frunse          | 2:1      | Uralmasch Swerdlowsk |
| 26.05.1964 | Tschernomorez Odessa | 1:0      | Dynamo Leningrad     |
| 26.05.1964 | SKA Kiew             | 0:1      | Karpaty Lwow         |
| 26.05.1964 | SKA Lwow             | 2:0      | Traktor Wolgograd    |
| 26.05.1964 | Stroitel Aschchabat  | 2:1      | Dünamo Tallinn       |

### 2. Runde
Teilnehmer: Die fünf Sieger der 1. Runde, die sieben anderen Zonensieger und die 18 verbliebenen Zweitligisten. (Lokomotive Gomel nahm nicht teil.)
| Datum      |                              | Ergebnis  |                        |
| ---------- | ---------------------------- | --------- | ---------------------- |
| 26.05.1964 | Energetik Duschanbe          | 3:1       | Daugava Riga           |
| 27.05.1964 | SKA Odessa                   | 0:1       | Trud Woronesch         |
| 28.05.1964 | Lokomotive Krasnojarsk       | 1:0       | Awangard Charkow       |
| 28.05.1964 | Sarja Lugansk                | 4:0       | SKA Nowosibirsk        |
| 31.05.1964 | Lokomotive Tscheljabinsk     | 2:0       | Schachtjor Karaganda   |
| 31.05.1964 | Lokomotive Moskau            | 4:0 n. V. | Lokomotive Tiflis      |
| 31.05.1964 | Neftjanik Fergana            | 1:1 n. V. | Metallurg Saporoschje  |
| 31.05.1964 | SKA Lwow                     | 6:2       | Dnjepr Dnjepropetrowsk |
| 31.05.1964 | SKF Sewastopol               | 2:1       | Wolga Kalinin          |
| 31.05.1964 | Tekmasch Kostroma            | 0:1       | FK Žalgiris Vilnius    |
| 31.05.1964 | Terek Grosny                 | 5:2       | Ararat Jerewan         |
| 31.05.1964 | Snamja Truda Orechowo-Sujewo | 0:2       | Kuban Krasnodar        |
| 01.06.1964 | Karpaty Lwow                 | 1:0       | Stroitel Aschchabat    |
| 01.06.1964 | Rostselmasch Rostow          | 1:0       | Pachtakor Taschkent    |
| 02.06.1964 | Tschernomorez Odessa         | 2:0       | Alga Frunse            |

#### Wiederholungsspiel
| Datum      |                   | Ergebnis |                       |
| ---------- | ----------------- | -------- | --------------------- |
| 01.06.1964 | Neftjanik Fergana | 2:1      | Metallurg Saporoschje |

### 3. Runde
In dieser Runde stiegen die 17 Erstligisten ein.
| Datum      |                          | Ergebnis  |                           |
| ---------- | ------------------------ | --------- | ------------------------- |
| 31.05.1964 | Trud Woronesch           | 0:3       | Kairat Alma-Ata           |
| 03.06.1964 | Lokomotive Krasnojarsk   | 0:1       | Dinamo Tiflis             |
| 04.06.1964 | Terek Grosny             | 1:2       | Schachtjor Donezk         |
| 04.06.1964 | Sarja Lugansk            | 1:2       | Krylja Sowetow Kuibyschew |
| 04.06.1964 | FK Žalgiris Vilnius      | 1:0       | Torpedo Moskau            |
| 05.06.1964 | Karpaty Lwow             | 0:1       | Schinnik Jaroslawl        |
| 05.06.1964 | Lokomotive Tscheljabinsk | 3:2 n. V. | Moldova Kischinjow        |
| 05.06.1964 | Rostselmasch Rostow      | 0:0 n. V. | SKA Rostow                |
| 08.06.1964 | Tschernomorez Odessa     | 0:1       | Zenit Leningrad           |
| 08.06.1964 | Neftjanik Fergana        | 0:1       | Dynamo Kiew               |
| 08.06.1964 | SKF Sewastopol           | 1:0       | Torpedo Kutaissi          |
| 10.06.1964 | Dinamo Minsk             | 1:2       | ZSKA Moskau               |
| 10.06.1964 | Dynamo Moskau            | 1:1 n. V. | Lokomotive Moskau         |
| 10.06.1964 | Energetik Duschanbe      | 1:3       | Neftjanik Baku            |
| 10.06.1964 | Kuban Krasnodar          | 1:4       | Spartak Moskau            |
| 10.06.1964 | SKA Lwow                 | 3:1       | Wolga Gorki               |

#### Wiederholungsspiele
| Datum      |                     | Ergebnis |                   |
| ---------- | ------------------- | -------- | ----------------- |
| 06.06.1964 | Rostselmasch Rostow | 1:2      | SKA Rostow        |
| 11.06.1964 | Dynamo Moskau       | 2:1      | Lokomotive Moskau |

### Achtelfinale
| Datum      |                     | Ergebnis  |                           |
| ---------- | ------------------- | --------- | ------------------------- |
| 11.06.1964 | Schachtjor Donezk   | 1:2       | Krylja Sowetow Kuibyschew |
| 11.06.1964 | Schinnik Jaroslawl  | 1:0 n. V. | Zenit Leningrad           |
| 14.06.1964 | SKA Rostow          | 0:1       | SKA Lwow                  |
| 17.06.1964 | ZSKA Moskau         | 2:1 n. V. | SKF Sewastopol            |
| 17.06.1964 | FK Žalgiris Vilnius | 4:0       | Lokomotive Tscheljabinsk  |
| 06.08.1964 | Spartak Moskau      | 1:0       | Kairat Alma-Ata           |
| 10.08.1964 | Dynamo Kiew         | 4:1       | Neftjanik Baku            |
| 15.08.1964 | Dynamo Moskau       | 2:1 n. V. | Dinamo Tiflis             |

### Viertelfinale
| Datum      |                           | Ergebnis |                     |
| ---------- | ------------------------- | -------- | ------------------- |
| 21.06.1964 | Krylja Sowetow Kuibyschew | 1:0      | SKA Lwow            |
| 29.08.1964 | Dynamo Moskau             | 2:0      | ZSKA Moskau         |
| 29.08.1964 | Schinnik Jaroslawl        | 1:3      | Dynamo Kiew         |
| 30.08.1964 | Spartak Moskau            | 1:0      | FK Žalgiris Vilnius |

### Halbfinale
| Datum      |                | Ergebnis  |                           |
| ---------- | -------------- | --------- | ------------------------- |
| 07.09.1964 | Dynamo Moskau  | 2:3       | Krylja Sowetow Kuibyschew |
| 08.09.1964 | Spartak Moskau | 0:0 n. V. | Dynamo Kiew               |

#### Wiederholungsspiel
| Datum      |                | Ergebnis |             |
| ---------- | -------------- | -------- | ----------- |
| 09.09.1964 | Spartak Moskau | 2:3      | Dynamo Kiew |

### Finale
| Paarung                   | Dynamo Kiew – Krylja Sowetow Kuibyschew |
| Ergebnis                  | 1:0 (0:0) |
| Datum                     | 27. September 1964 |
| Stadion                   | Olympiastadion Luschniki, Moskau |
| Zuschauer                 | 90.000 |
| Schiedsrichter            | Tofiq Bəhramov |
| Tore                      | 1:0 Wiktor Kanewski (17.) |
| Dynamo Kiew               | Wiktor Bannikow – Wladimir Schtschegolkow, Wadim Sosnichin, Wassili Turjantschik – Leonid Ostrowski, József Szabó – Fjodor Medwid, Oleg Bassiljewitsch – Wiktor Kanewski , Andrij Biba, Wiktor Serebrjanikow Cheftrainer: Wiktor Maslow     |
| Krylja Sowetow Kuibyschew | Alexander Sokolow – Jewgeni Majorow, Gennadi Sarytschew, Juri Kapsin – Boris Walkow, Wladimir Grischin – Nikolai Osjanin, Alfred Fjodorow – Boris Koch (68. Abdulhak Abdulmanow), Anatoli Schukow, Anatoli Kikin Cheftrainer: Wiktor Karpow |